# El Mezquital, Dolores Hidalgo
El Mezquital är en ort i Mexiko.   Den ligger i kommunen Dolores Hidalgo och delstaten Guanajuato, i den centrala delen av landet, 260 km nordväst om huvudstaden Mexico City. El Mezquital ligger 1 947 meter över havet och antalet invånare är 202.
Terrängen runt El Mezquital är huvudsakligen platt, men västerut är den kuperad. Runt El Mezquital är det ganska tätbefolkat, med 96 invånare per kvadratkilometer. Närmaste större samhälle är Dolores Hidalgo, 5,4 km norr om El Mezquital. Trakten runt El Mezquital består i huvudsak av gräsmarker.